# Tenchi Muyo! GXP
Tenchi Muyo! GXP (яп. 天地無用! GXP Тэнти - лишний!) — аниме-сериал, выпущенный студией AIC. 26 серий впервые транслировались по каналу NTV с 3 апреля по 25 сентября 2002 года. Это четвёртый ремейк оригинального сериала Tenchi Muyo!. На основе сюжета сериала была выпущена манга, которая выходила в журнале Comic Dragon (сегодня Monthly Dragon Age) с июня по сентябрь 2002 года. Также Кадзисима выпустил 7 романов, которые по его мнению пересказали историю GXP. Романы публиковались издательством Kadokawa Shoten с 25 апреля 2003 по 25 февраля 2011 года, в которых сюжет становится более детальным, чем сюжет аниме.

## Сюжет
Сэйна Ямада, молодой японский студент высшей школы живёт вместе со своей младшей сестрой и родителями Окаяме, Япония. Однажды, после неудачной попытки поездки на велосипеде через весь город, главный герой становится свидетелем массового крушения космического корабря в озеро у резиденции Масаки которое повлекло за собой крупное цунами. Сэйну тоже смывает водой и позже он просыпается и замечает, что его спасла Аманэ Каунак — пилот и офицер галактической полиции. Она вручает ему контракт и покидает Аманэ. Озадаченный встречей Яманэ возвращается домой и показывает контракт сестре и матери. Те решили, что это конкурсная анкета и заставили парня заполнить его. На следующее утро Сэйна просыпается на борту космического судна на орбите и узнаёт, что теперь стал новым членом галактической полиции.

## Список персонажей
Сэйна Ямада (яп. 山田 西南) — Главный герой сериала. Ему 16 лет. Школьник со сильной склонностью к неудаче по этой причине у него не было друзей на земле, ошибочно стал сотрудником галактической полиции. Однако его способность к невезению стала очень выгодной при поимке пиратов и других нарушителей закона так как он своим невезением буквально «притягивает» злоумышленников. Однако полиции приходится растрачиваться на него, так как Сэина по невезению всё время попадает в самые невыгодные ситуации и ломает корабли. Как новый работник Сэина получает деньги которые по Земным меркам огромные, так для своей семье он построил новый большой дом и огромный супермаркет.
Сэйю: Сигэру Моги
Аманэ Каунак (яп. 雨音 カウナック Аманэ Каунакку) — Сотрудница галактической полиции. Ей 20 лет. Прибыла на миссию с целью доставить контракт Тэнти но она терпит кораблекрушение и путает Тэнти с Сэйной. За это позже была понижена в должности до офицера. В дальнейшем обучала Сэйну. У неё дружественные отношения с Сэйро но в глубине души она ненавидит его и порой демонстрирует это, избивая парня за малейшие проступки. Когда то была известной галактической супер моделью. Семья Аманэ является одним из руководителей домов моды в галактике и ранее противилась идее Аманэ пойти работать в качестве полицейского и детектива.
Сэйю: Марико Судзуки
Кирико Масаки (яп. 正木 霧恋) — Кирико 23 года. Офицер-иммирант галактической полиции и друг детства Сэины. (в детстве часто получала травмы из-за влияния силы невезения Сэины) Она ведёт двойную жизнь, как офицер и на Земле. Симпатизирует невезучести Сэйны и решает стать для него опекуном и стражем. Позже лишается высшего ранга как и Аманэ. Имеет полномочия использовать разные виды оружия.
Сэйю: Куми Сакума
Рёко Балта (яп. リョーコ バルタ Рё:ко Барута) — Ей 19 лет. Она космический пират и капитан команды Да Рума. Несмотря на своё положение она очень добрая и честная. Некоторые члены полиции влюблялись в Рёко с первого взгляда и даже готовы были вступить в её команду. Восхищается Сэйну. Однако верна своей команде. Рёко — оборотень, она способна принимать облик любого и проникать в нужные для неё уголки.
Сэйю: Ая Хисакава
Нэдзю На Мэлмас (яп. ネージュ ナ メルマス Нэдзю На Мэрумасу) — Ей уже 2000 лет. Бывшая жрица Мэлмас, далёкой планеты, где обитают религиозные экстрасенсы. Очень умная, хитрая и способна силой внушения влиять на людей и управлять ими. После встречи с Сэйной влюбляется в него и решает позже выйти замуж за него.
Сэйю: Нана Мидзуки

## Критика
Tenchi Muyo! GXP получил в основном положительные отзывы. Первоначально ожидалось, что премьера сериала не получит положительных отзывов, однако сразу после полуночного показа первой серии на 9 сентября сериал получил оценку 4,0%, что 2 два раза больше, чем Aquarian Age и Kanon при своих премьерах.